# Bovicola hemitragi
Bovicola hemitragi är en insektsart som först beskrevs av Carlos Emmons Cummings 1916.  Bovicola hemitragi ingår i släktet Bovicola och familjen pälslöss. Inga underarter finns listade i Catalogue of Life.